# Skarrild
Skarrild is een plaats in de Deense regio Midden-Jutland, gemeente Herning, en telt 312 inwoners (2025).